# Pigmalione 88
Pour plus de détails, voir Fiche technique et Distribution.
Pigmalione 88, également connu sous le titre Patrizia, est une comédie réalisée par Flavio Mogherini et sortie en 1988.

## Fiche technique
Sauf indication contraire, les informations mentionnées dans cette section peuvent être confirmées par la base de données cinématographiques IMDb,  présente dans la section « Liens externes ».
- Titre original italien : Pigmalione 88[1] ou Patrizia[2]
- Réalisateur : Flavio Mogherini
- Scénario : Sandro Continenza, Brunello Rondi
- Photographie : Alfio Contini
- Musique : Bruno Nicolai
- Décors : Arrigo Breschi
- Costumes : Luca Sabatelli
- Production : Alessandro Fracassi
- Société de production : Titanus
- Pays de production :  Italie
- Langue originale : italien
- Format : Couleurs - 35 mm
- Durée : 110 minutes
- Genre : Comédie
- Dates de sortie :
  - Italie : 1988

## Distribution
- Franco Nero : Lorenzo
- Carolina Rosi : Patrizia
- Domiziano Arcangeli (it) : Manuel
- Capucine : Alexandra
- Elsa Martinelli :
- Susan Marshall :
- Marco Vivio :
- Ezio Marano (it) :
- Deborah Moore :
- Daniele Dublino (it) :
- Luca Intoppa : l'agent de police